# هليلج براوني
هليلج براوني (الاسم العلمي:Terminalia brownii) هو نوع من النباتات يتبع جنس الهليلج من الفصيلة القمبريطية.